# Pacific (Missouri)
Pour les articles homonymes, voir Pacific.
Pacific est une ville du Missouri, dans les comtés de Franklin et de Saint Louis aux États-Unis.